# Waxeggkees
Waxeggkees är en glaciär i Österrike. Den ligger i den västra delen av landet. Waxeggkees ligger 3 310 till 2 395 meter över havet.
Waxeggkees ligger nordöst om berget Großer Möseler (3 480 meter över havet).
Trakten runt Waxeggkees består i huvudsak av andra isformationer och kala bergstoppar.